# Michael Grady
Michael Grady, född 22 oktober 1996 i Pittsburgh, är en amerikansk roddare.
Grady studerade vid Cornell University och tävlade i rodd för deras universitetslag Cornell Big Red.

## Karriär
Vid U23-VM 2018 i Poznań var Grady en del av USA:s lag som tog guld i åtta med styrman. Vid OS 2021 i Tokyo slutade han på femte plats i fyra utan styrman tillsammans med Andrew Reed, Anders Weiss och Clark Dean.
I september 2023 vid VM i Belgrad tog Mead silver tillsammans med Justin Best, 
Nick Mead och Liam Corrigan i fyra utan styrman. Vid OS 2024 i Paris tog de guld tillsammans i fyra utan styrman.